# Eunice rousseaui
Eunice rousseaui är en ringmaskart som beskrevs av Jean Louis Armand de Quatrefages de Bréau 1865. Eunice rousseaui ingår i släktet Eunice och familjen Eunicidae. Inga underarter finns listade i Catalogue of Life.